# Lola Shoneyin
Lola Shoneyin (née Titilola Atinuke Alexandrah Shoneyin le 26 février 1974 à Ibadan) est une auteure nigériane, principalement connue pour son œuvre poétique.

## Biographie
Fille du chief Tinuoye Shoneyin et de Yetunde Shoneyin, née Okupe, tous deux originaires de l'État d'Ogun, elle est envoyée en internat au Royaume-Uni à l'âge de six ans, avant de rentrer au Nigéria lorsque son père est emprisonné par le gouvernement militaire. Elle termine ses études à l'Abadina College de l'université d'Ibadan et à l'université Olabisi Onabanjo. Elle épouse Olaokun Soyinka, fils de l'écrivain Wole Soyinka et commissaire à la Santé de l'État d'Ogun au début des années 2010. 
Son premier recueil poétique, So All the Time I was Sitting on an Egg, est publié au Nigéria en 1998 ; le deuxième Song of a Riverbird, en 2002. Elle écrit également pour plusieurs journaux : The Scotsman, The Guardian, The Times, notamment sur l'actualité et la société nigérianes. 
En 2010 paraît son premier roman (après deux romans non publiés), The Secret Lives of Baba Segi's Wives. Traduit en plusieurs langues, sa publication en français est annoncée par la maison d'édition Actes Sud. En 2014, elle a été sélectionnée parmi les 39 auteurs africains sub-sahariens de moins de quarante ans les plus prometteurs (sélection Africa39, dans le cadre de la capitale mondiale du livre 2014 à Port Harcourt). La même année paraît son troisième recueil poétique, For the Love of Flight.  Elle vit aujourd'hui à Lagos.

## Œuvres
Roman
- The Secret Lives of Baba Segi's Wives, Londres, Serpent’s Tail, mai 2010 (sélectionné pour le prix Orange pour la fiction, remporte le 2011 PEN Oakland Josephine Miles Literary Award et deux Association of Nigerian Authors Awards) ; traduit dans sept langues

Nouvelle
- « Woman in Her Season », Post Express Newspapers, 1996

Poésie
- So All the Time I was Sitting on an Egg (1998)
- Song of a River Bird, Ovalonion House (Nigeria, 2002)
- For the Love of Flight (2010)

Livre pour enfants
- Mayowa and the Masquerade, July 2010